# Trilogia del tempo
La trilogia del tempo include tre film di Sergio Leone, usciti nell'arco di sedici anni tra il 1968 e il 1984.

## Film
| Film                       | Data di uscita Italia | Regia        | Sceneggiatura                                                                                       | Produttori      |
| -------------------------- | --------------------- | ------------ | --------------------------------------------------------------------------------------------------- | --------------- |
| C'era una volta il West    | 21 dicembre 1968      | Sergio Leone | Sergio Leone, Sergio Donati                                                                         | Bino Cicogna    |
| Giù la testa               | 29 ottobre 1971       | Sergio Leone | Sergio Leone, Sergio Donati, Luciano Vincenzoni                                                     | Fulvio Morsella |
| C'era una volta in America | 28 settembre 1984     | Sergio Leone | Leonardo Benvenuti, Piero De Bernardi, Enrico Medioli, Franco Arcalli, Franco Ferrini, Sergio Leone | Arnon Milchan   |

### C'era una volta il West
Primo capitolo della trilogia, C'era una volta il West è anche un punto di svolta nella carriera di Sergio Leone, che abbandona il suo spaghetti-western per approdare a una rilettura più classica del genere, anche se pur sempre personale. Abbandonando il genere e le sue caratteristiche, di conseguenza cambiano anche i luoghi delle riprese: non ci troviamo più in Andalusia, come nei film della trilogia del dollaro, ma siamo nella Monument Valley, in omaggio al grande regista John Ford (di cui Leone aveva una sconfinata stima). Ancora una volta accompagnato dalle musiche di Ennio Morricone, il film avrà un grandissimo successo.

### Giù la testa
Ulteriore passo in avanti verso la completa maturità artistica di Leone, Giù la testa (che in origine avrebbe dovuto intitolarsi C'era una volta la rivoluzione) è un ulteriore distacco dal western della prima parte della carriera del regista, che qui sembra quasi dissacrare proprio quel genere che lo ha reso famoso. Il film alterna il dramma (anche melodramma) al comico, il tragico all'ironico.
Inoltre in questo lavoro, Leone introduce un ulteriore tema: la rivoluzione.
Un tema che risulterà fondamentale nello svolgimento del film, che parte proprio con una frase di Mao Zedong riguardante il senso di rivoluzione:
(Frase all'inizio del film)

### C'era una volta in America
Ultimo capitolo della trilogia e ultimo film di Sergio Leone, morto prematuramente nel 1989, all'età di 60 anni. Con un alto budget e 13 anni di lavorazione, C'era una volta in America è il film più complesso e riuscito del regista romano che, anche grazie a questo film, sarà riconosciuto come uno fra i più grandi registi italiani.
La pellicola è certamente quella più aggrappata al tempo, essendo strutturata in flashback e flashforward ed eliminando quasi completamente il tempo presente o almeno ciò che sembra presente. Percorrendo la scalata al potere nella malavita organizzata, attraverso gli occhi di uno dei criminali, David "Noodles" Aaronson (protagonista del film e vero nome dell'autore del romanzo Mano armata, di cui il film è una trasposizione), il regista gioca nell'incastrare le epoche e le situazioni, un gioco che cerca il più possibile di trasportare lo spettatore dentro al film.
La pellicola rimane nella memoria come uno dei più grandi film realizzati e come un testamento della carriera del regista Sergio Leone.

### Dettagli e punti in comune
Delle tre pellicole, solo la prima appartiene propriamente al genere che ha reso famoso Leone: il western. Giù la testa rientrerebbe forzatamente in quel genere, per cui si preferisce definirla come un dramma avventuroso, mentre C'era una volta in America, rientra, genericamente parlando, nel genere gangster.
Curiosamente, è proprio il terzo film del trio a essere considerato il vero e proprio capolavoro del regista romano, pur essendo come detto un genere di film a lui totalmente nuovo.
Punto di incrocio delle tre pellicole è il regista e la tematica che dà il nome alla trilogia: il tempo.
Questi tre film, specialmente C'era una volta in America, hanno alla loro origine il tempo con la sua vertigine (così dice Morandini nel suo dizionario dei film) e si svolgono in un'epoca dilatata, generando di conseguenza una notevolissima durata della pellicola:
- 175 min C'era una volta il West
- 157 min Giù la testa
- 251 min C'era una volta in America

Da non dimenticare, però, altri due punti in comune fondamentali tra le pellicole: le musiche di Ennio Morricone conosciute in tutto il mondo e comprendenti temi fra i suoi migliori mai realizzati e il montaggio di Nino Baragli, sempre presente nella post-produzione dei tre lavori.

## Accoglienza

### Incassi
- La cella grigia indica che il dato non è disponibile

| Film                       | Data di uscita Italia | Incassi ($)           | Incassi ($)  | Incassi ($)    | Incassi ($) | Budget ($) |
| Film                       | Data di uscita Italia | Italia (incassi in €) | USA e Canada | Internazionale | Mondiale    | Budget ($) |
| -------------------------- | --------------------- | --------------------- | ------------ | -------------- | ----------- | ---------- |
| C'era una volta il West    | 21 dicembre 1968      | 1293037               | 5321508      | —              | >8000       | 5000       |
| Giù la testa               | 29 ottobre 1971       | 1272949               | —            | —              | >2000       | —          |
| C'era una volta in America | 28 settembre 1984     | >3300000              | 5321508      | —              | >10000      | 30000      |
| Totale                     | Totale                | >5865986              | >10643016    | —              | >20000      | >35000     |

### Critica
| Film                       | Rotten Tomatoes     | Metacritic         |
| -------------------------- | ------------------- | ------------------ |
| C'era una volta il West    | 96% (67 recensioni) | 82 (9 recensioni)  |
| Giù la testa               | 92% (26 recensioni) | 77 (5 recensioni)  |
| C'era una volta in America | 87% (55 recensioni) | 75 (20 recensioni) |
| Media                      | 92%                 | 78                 |